# Bursjön (Järvsö socken, Hälsingland)
Bursjön är en sjö i Ljusdals kommun i Hälsingland och ingår i Ljusnans huvudavrinningsområde. Sjön är 3,2 meter djup, har en yta på 0,813 kvadratkilometer och är belägen 266 meter över havet. Sjön avvattnas av vattendraget Bursjöbäcken.

## Delavrinningsområde
Bursjön ingår i det delavrinningsområde (682725-150816) som SMHI kallar för Ovan 682881-150720. Medelhöjden är 280 meter över havet och ytan är 4,3 kvadratkilometer. Det finns inga avrinningsområden uppströms utan avrinningsområdet är högsta punkten. Bursjöbäcken som avvattnar avrinningsområdet har biflödesordning 3, vilket innebär att vattnet flödar genom totalt 3 vattendrag innan det når havet efter 97 kilometer. Avrinningsområdet består mestadels av skog (63 procent) och sankmarker (12 procent). Avrinningsområdet har 0,81 kvadratkilometer vattenytor vilket ger det en sjöprocent på 18,8 procent.